# بيبي (لاعب كرة قدم، 1935)
جوزيه ماسيا (بالبرتغالية: José Macia) (مواليد 25 فبراير 1935) هو لاعب كرة قدم ويعرف بلقب «بيبي». يلعب مع منتخب البرازيل لكرة القدم. سبق له أن لعب في كأس العالم 1958 وكأس العالم 1962 مع منتخب بلاده.

## روابط خارجية
- جوزيه ماسيا على موقع الاتحاد الدولي (مؤرشف)  (الإنجليزية)
- جوزيه ماسيا على موقع الاتحاد الأوربي (الإنجليزية)
- جوزيه ماسيا على موقع قاعدة بيانات كرة القدم.إي يو (الإنجليزية)
- جوزيه ماسيا على موقع ليكيب (الفرنسية)
- جوزيه ماسيا على موقع ناشيونال فوتبول تيمز (الإنجليزية)